# Leichtathletik-Europameisterschaften 1978/10.000 m der Männer

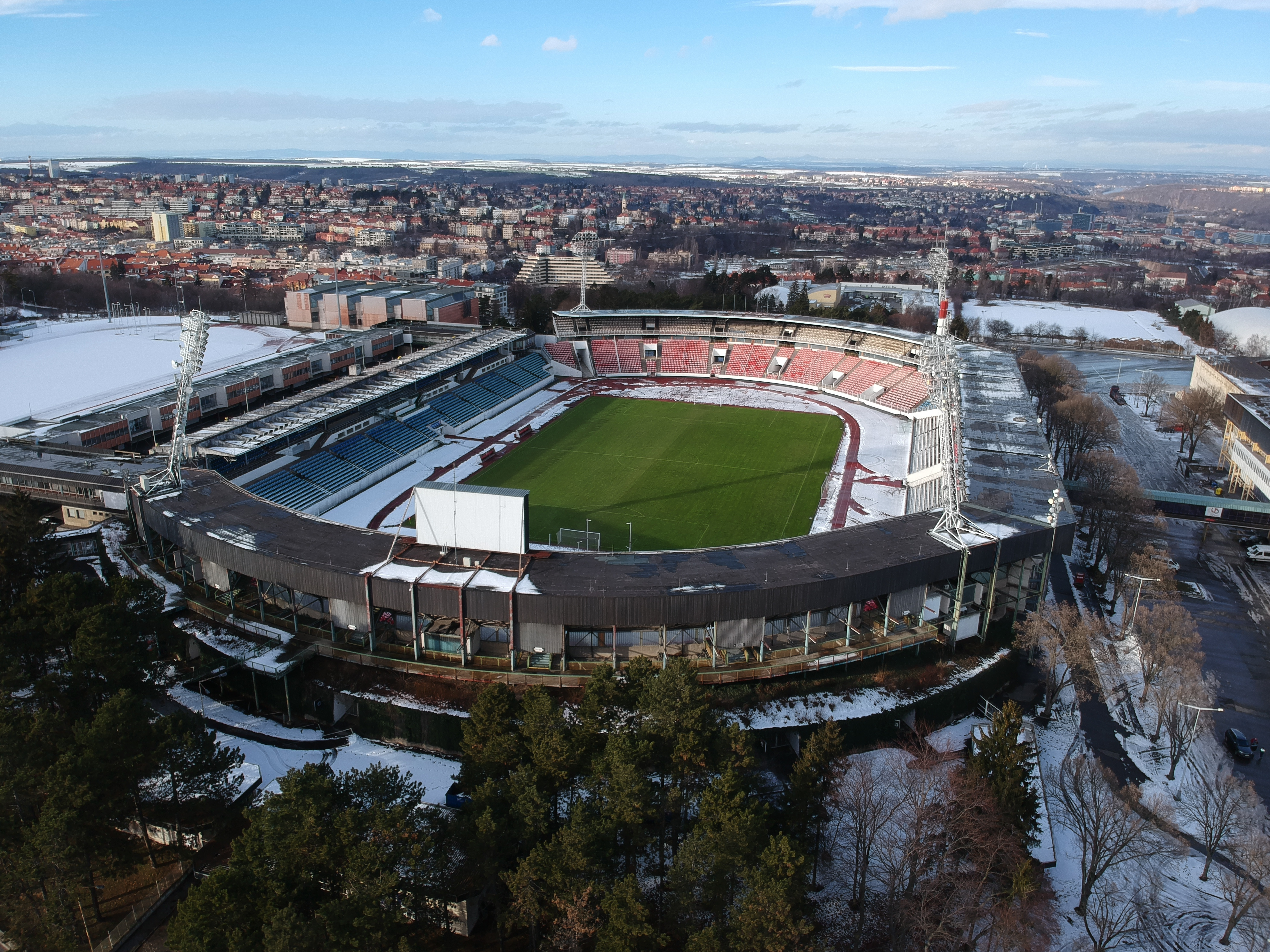
Das Stadion Evžena Rošického von Prag im Jahr 2009

Der 10.000-Meter-Lauf der Männer bei den Leichtathletik-Europameisterschaften 1978 wurde am 29. August 1978 im Stadion Evžena Rošického von Prag ausgetragen.
Es siegte der Finne Martti Vainio. Den zweiten Platz belegte der Italiener Venanzio Ortis, vier Tage später Europameister über 5000 Meter. Bronze ging an Aleksandras Antipovas aus der UdSSR.

## Rekorde

### Bestehende Rekorde
| Weltrekord           | 27:22,5 min  | Henry Rono     | Wien, Österreich       | 11. Juni 1978   |
| Europarekord         | 27:30,8 min  | David Bedford  | London, Großbritannien | 13. Juli 1973   |
| Europarekord         | 27:30,8 min  | Brendan Foster | London, Großbritannien | 23. Jun 1978    |
| Meisterschaftsrekord | 27:52,78 min | Juha Väätäinen | EM Helsinki, Finnland  | 10. August 1971 |

### Rekordverbesserungen
Im Rennen am 29. August wurde der bestehende EM-Rekord verbessert und darüber hinaus gab es vier neue Landesrekorde.
- Meisterschaftsrekord:
  - 27:30,99 min – Martti Vainio, Finnland
- Landesrekorde:
  - 27:30,99 min – Martti Vainio, Finnland
  - 27:31,50 min – Aleksandras Antipovas, Sowjetunion
  - 27:40,06 min – Ilie Floroiu, Rumänien
  - 27:53,61 min – Jerzy Kowol, Polen

## Durchführung
Wie auf der längsten Bahndistanz üblich gab es keine Vorrunde, alle 24 Teilnehmer starteten in einem gemeinsamen Finale.

## Legende
Kurze Übersicht zur Bedeutung der Symbolik – so üblicherweise auch in sonstigen Veröffentlichungen verwendet:
| CR  | Championshiprekord                       |
| NR  | Nationaler Rekord                        |
| DNF | Wettkampf nicht beendet (did not finish) |

## Finale

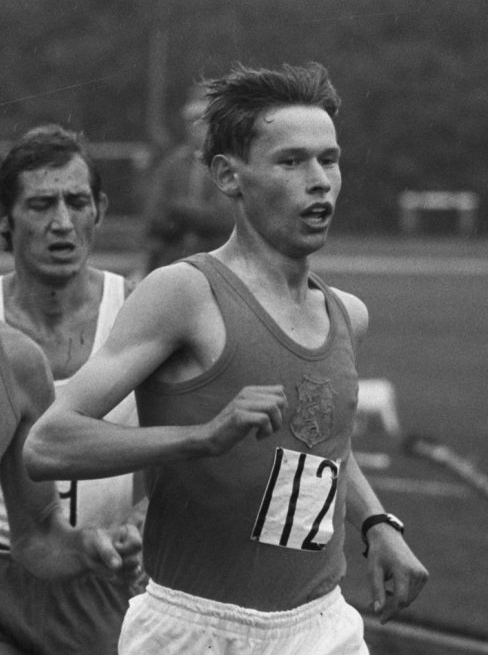
Gerard Tebroke belegte Rang sechs
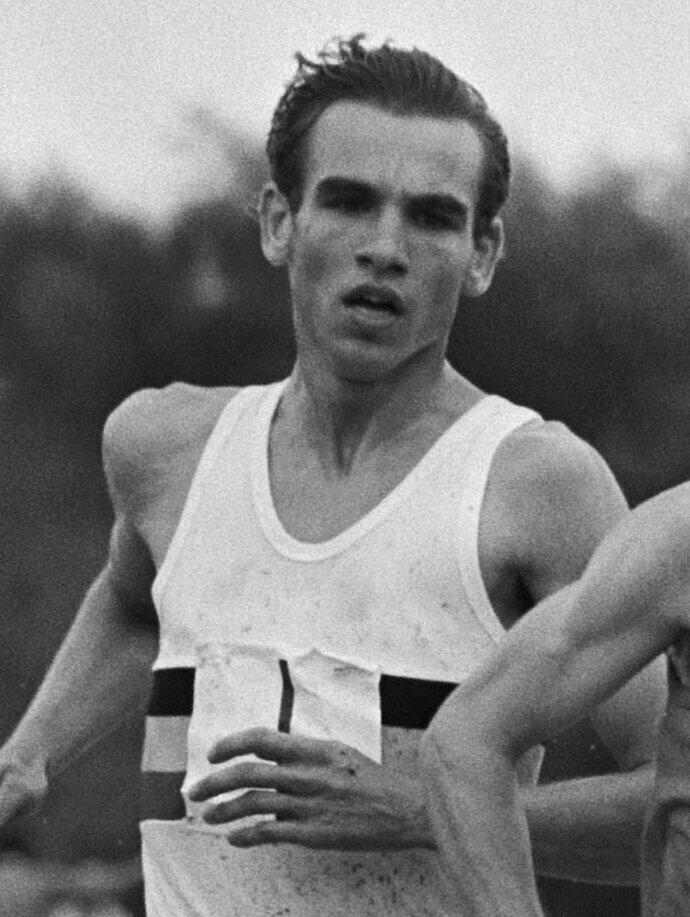
Leon Schots – Elfter über 5000 Meter – kam auf den zwölften Platz

29. August 1978
| Platz | Name                  | Nation           | Zeit (min)     |
| ----- | --------------------- | ---------------- | -------------- |
| 1     | Martti Vainio         | Finnland         | 27:30,99 CR/NR |
| 2     | Venanzio Ortis        | Italien          | 27:31,48       |
| 3     | Aleksandras Antipovas | Sowjetunion      | 27:31,50 NR    |
| 4     | Brendan Foster        | Großbritannien   | 27:32,65       |
| 5     | Dave Black            | Großbritannien   | 27:36,27       |
| 6     | Gerard Tebroke        | Niederlande      | 27:36,64       |
| 7     | Ilie Floroiu          | Rumänien         | 27:40,06 NR    |
| 8     | Enn Sellik            | Sowjetunion      | 27:40,61       |
| 9     | Knut Kvalheim         | Norwegen         | 27:41,26       |
| 10    | Jerzy Kowol           | Polen            | 27:53,61 NR    |
| 11    | John Treacy           | Irland           | 28:17,0        |
| 12    | Leon Schots           | Belgien          | 28:19,6        |
| 13    | Catalin Andreica      | Rumänien         | 28:29,4        |
| 14    | Mike McLeod           | Großbritannien   | 28:38,0        |
| 15    | Øyvind Dahl           | Norwegen         | 28:43,2        |
| 16    | Frank Grillaert       | Belgien          | 28:43,5        |
| 17    | Ryszard Kopijasz      | Polen            | 28:44,2        |
| 18    | Karel Lismont         | Belgien          | 28:49,2        |
| 19    | Waldemar Cierpinski   | DDR              | 28:58,9        |
| 20    | Karel Gaba            | Tschechoslowakei | 29:56,3        |
| DNF   | Pierre Levisse        | Frankreich       |                |
| DNF   | Detlef Uhlemann       | BR Deutschland   |                |
| DNF   | Jos Hermens           | Niederlande      |                |
| DNF   | Paul Copu             | Rumänien         |                |

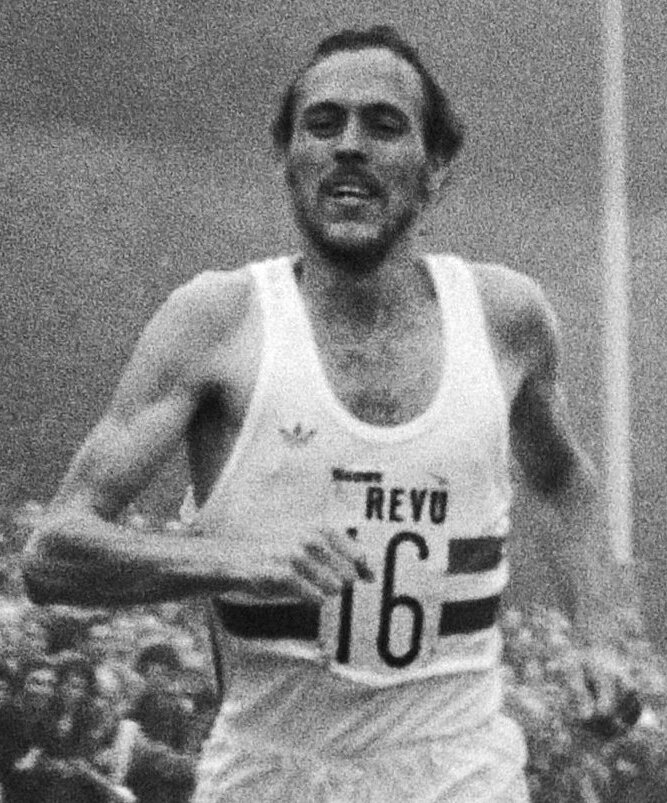
Mike McLeod – Rang vierzehn
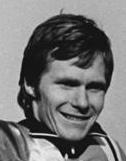
Øyvind Dahl erreichte Rang fünfzehn

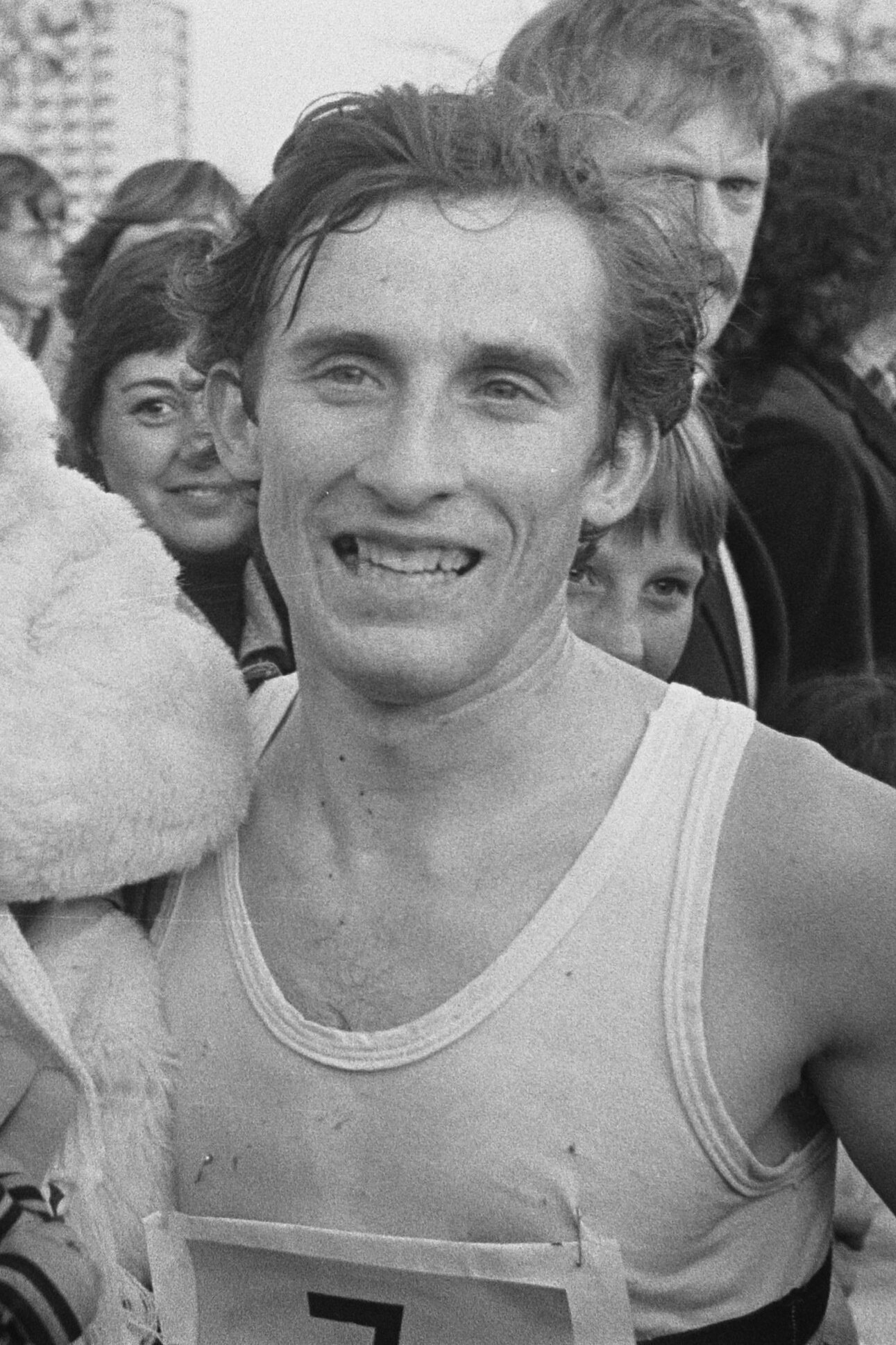
Karel Lismont wurde Achtzehnter in diesem Finale – er war vor allem auf der Marathonstrecke sehr erfolgreich mit unter anderem drei EM-Medaillen (Gold 1971, jeweils Bronze hier in Prag und 1982) sowie zwei olympischen Medaillen (Silber 1972, Bronze 1976)
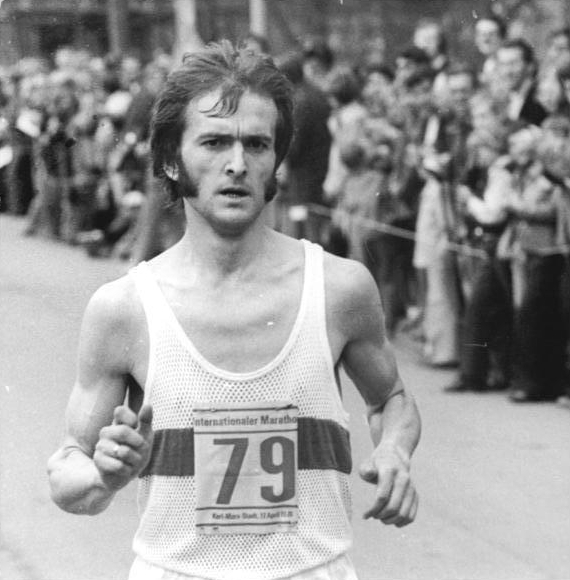
Der Olympiasieger von 1976 Waldemar Cierpinski musste sich hier mit Platz neunzehn begnügen – 1980 gewann er zum zweiten Mal olympisches Gold
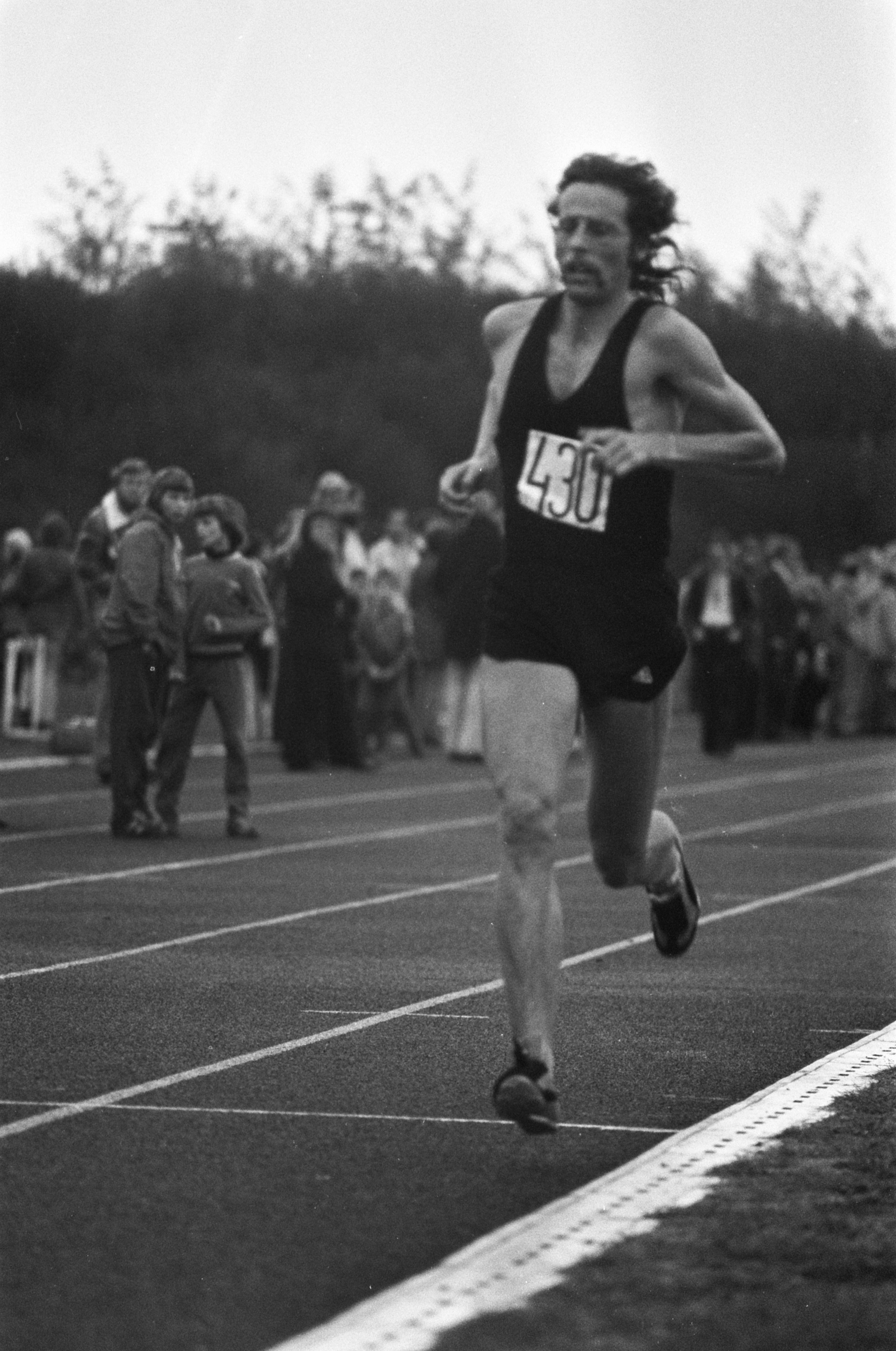
Jos Hermens erreichte in diesem Rennen nicht das Ziel